# Swindon
Swindon é uma cidade do Sudoeste da Inglaterra. Situa-se na margem do lago Windsor, tem aproximadamente 209 mil habitantes. Fundada em 1663, é a maior cidade do condado de Wiltshire e uma das cidades mais multiculturais da Inglaterra. Seus habitantes são chamados Swindanos (em inglês Swindonians).[carece de fontes?]
É o maior pólo industrial do sudoeste da Inglaterra, sendo a décima maior do país, e o segundo maior do sudoeste inglês. A cidade possui uma das economias mais diversificadas, com a maior concentração de sedes de empresas, instituições culturais e a maior comunidade artística.
Em janeiro de 2005, foi escolhida pelo governo inglês como uma das capitais culturais. É uma das cidades mais seguras da Inglaterra, com uma taxa de criminalidade menor do que qualquer grande cidade inglesa.
Swindon possui um clima temperado, com quatro estações bem definidas, sendo quente e úmido no verão e frio e seco no inverno. No inverno, a média das mínimas é de -6,6 °C, e a média das máximas, de 0 °C. No verão, a média das mínimas é de 15,5 °C, e a média das máximas, de 26 °C

## Trânsito
A cidade possui uma extensa rede de transportes públicos, incluindo a malha ferroviária que se estende por todo o Reino Unido. A cidade também tem um aeroporto internacional e uma estrada muito importante.